# Anurida ellipsoides
Anurida ellipsoides är en urinsektsart som beskrevs av Stach 1949. Anurida ellipsoides ingår i släktet Anurida, och familjen Neanuridae. Arten är reproducerande i Sverige.